# Lucas González (baloncestista)
Lucas González (Viedma, Río Negro 26 de enero de 1994) es un baloncestista argentino que se desempeña usualmente en la posición de alero, aunque también puede jugar como escolta o ala-pívot. Actualmente forma parte del plantel del Deportivo Viedma, equipo de La Liga Argentina, el torneo de la segunda categoría del país.

## Carrera profesional

### Clubes
| Club                     | País      | Año             |
| ------------------------ | --------- | --------------- |
| Instituto                | Argentina | 2012 - 2016     |
| San Martín de Corrientes | Argentina | 2016 - 2018     |
| Deportivo Viedma         | Argentina | 2018 - 2024     |
| Huracán de Trelew        | Argentina | 2024            |
| Deportivo Viedma         | Argentina | 2024 - Presente |

## Selección nacional
González fue miembro de los seleccionados juveniles de baloncesto de la Argentina, llegando a participar, entre otros torneos, en el Torneo Albert Schweitzer de 2012 y en el Campeonato Mundial de Baloncesto Sub-19 de 2013. 